# Kramerstraße 13 (Memmingen)

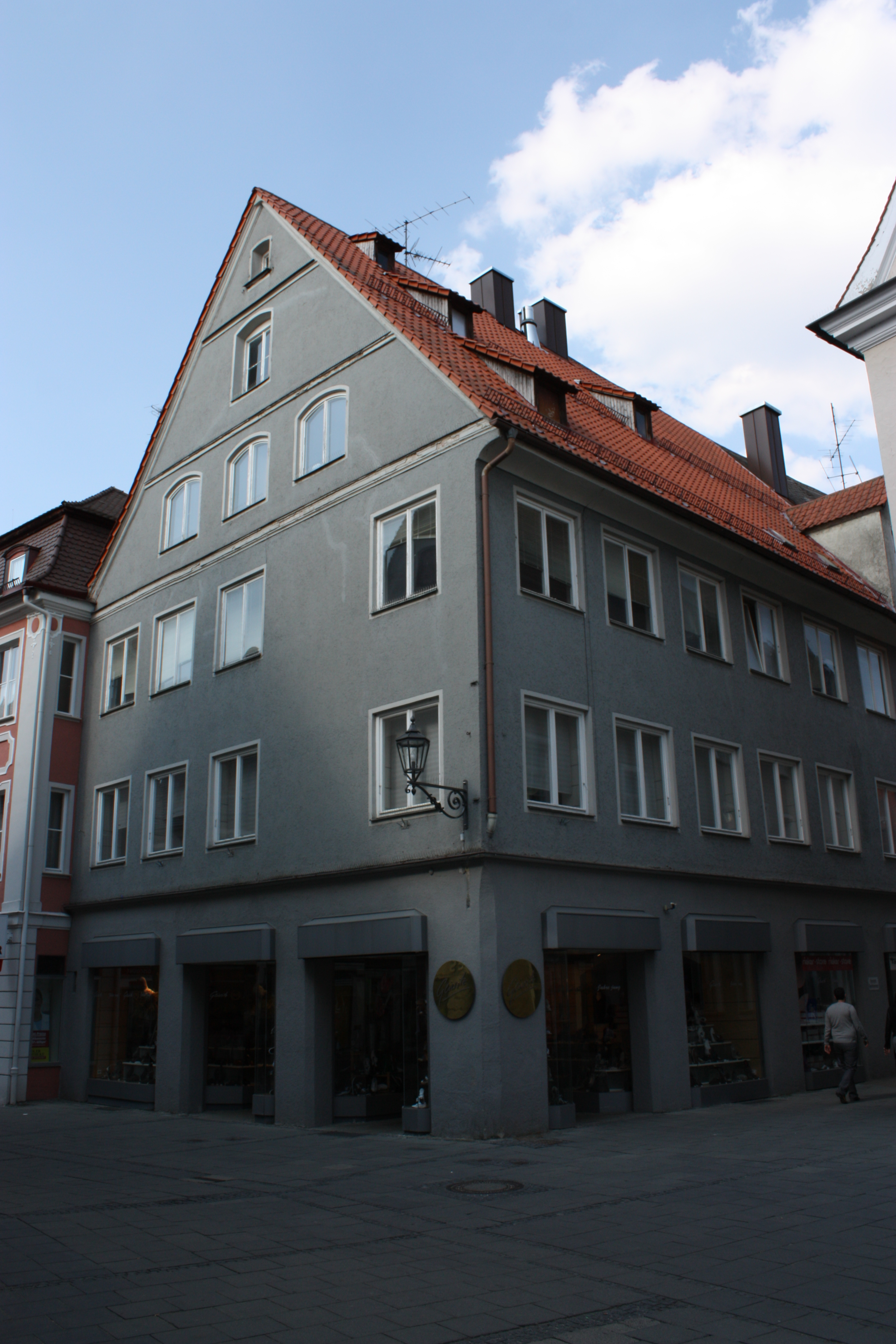
Kramerstraße 13

Das Haus mit der Anschrift Kramerstraße 13 im schwäbischen Memmingen ist ein unter Denkmalschutz stehendes Haus in der Fußgängerzone. Das dreigeschossige Eckhaus besitzt fünf zu zehn Achsen. Es wurde im 16. bis 17. Jahrhundert errichtet und besitzt ein Satteldach. An der Traufseite befindet sich ein rundbogiges Portal. Im 18. Jahrhundert wurden unter den Fenstern Stuckrosetten, die Eichenholztür mit einer schlichten Felderung sowie die Oberlichtgitter mit Stäben und Girlanden erstellt.
Im Erdgeschoss befindet sich ein Kreuzgratgewölbe. Die Treppengeländer sind aus Eichenholz mit gotisierenden überschneidenden Rundbögen versehen und stammen aus dem 18. Jahrhundert. In einem Zimmer des zweiten Obergeschosses befinden sich von Pilastern gerahmte Ecknischen.